# Christophe Lukasiewicz
 (février 2014).
Si vous disposez d'ouvrages ou d'articles de référence ou si vous connaissez des sites web de qualité traitant du thème abordé ici, merci de compléter l'article en donnant les références utiles à sa vérifiabilité et en les liant à la section « Notes et références ».
Christophe Lukasiewicz, né le 16 mars 1933 à Lublin et mort le 22 mai 1999 à Paris, est un architecte ingénieur franco-polonais. 
Il gagne en 1972 le premier prix de Programme Architecture Nouvelle N°1 (P.A.N., aujourd'hui appelé Europan) et ouvre son agence en 1975 en réalisant ce projet de concours.

## Biographie

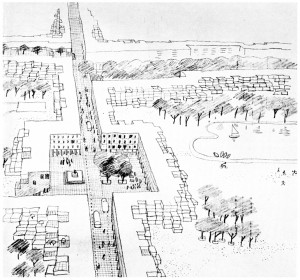
Construire et reconstruire la ville

Diplômé en 1958 de l'École polytechnique de Varsovie avec un diplôme d'architecte ingénieur, Christophe Lukasiewicz a suivi un double cursus en suivant pendant plusieurs années les cours de l'École des Beaux Arts.
C'est ainsi qu'il a rencontré un ami peintre, Fangor, aujourd'hui reconnu pour son travail visuel, Fangor (Visual art ou art cinétique). 
Il a aussi, au cours de ses études, travaillé pour l'architecte Georges Soltan (proche des conceptions de Team ten). Il lui proposa de travailler à Paris.
Assistant à l'École des beaux-arts de Paris, il a travaillé avec Jozef i Ewa Brukalski comme chef de projet au bureau de l'architecte Émile Aillaud.

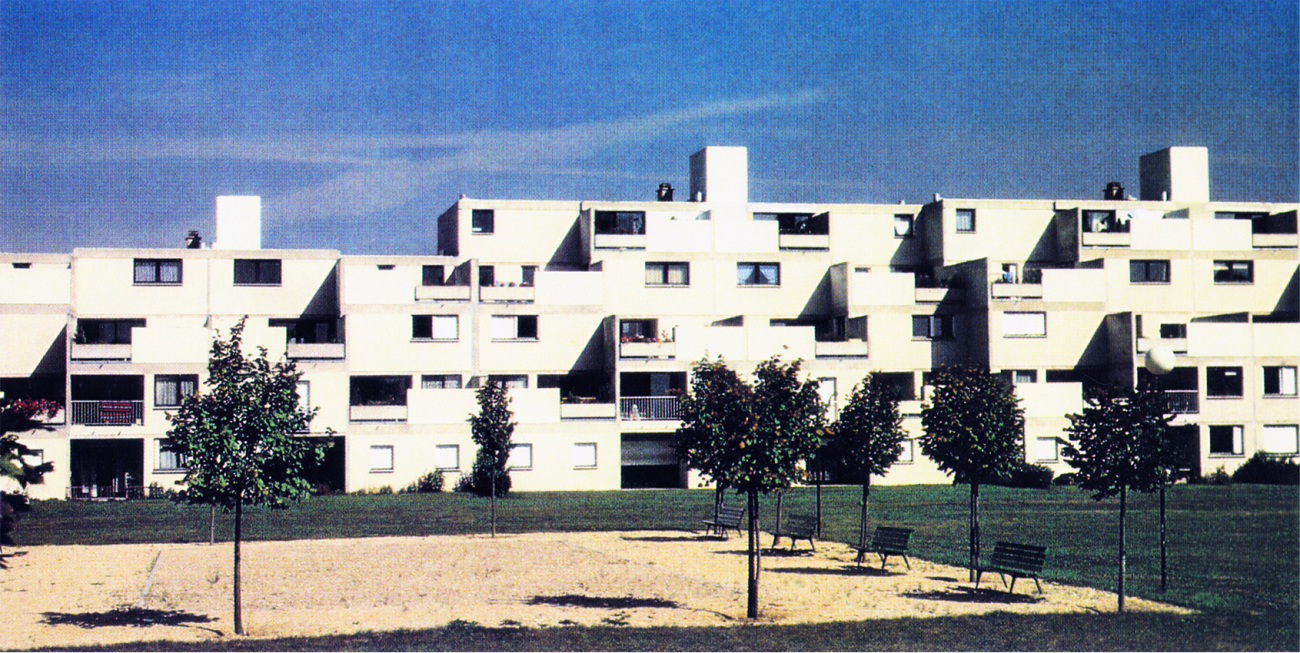
Toitures terrasses en escalier alterné donnant sur le parc

Auteur d'un grand nombre de plans de villes, Christophe Lukasiewicz a développé une nouvelle conception du Town Planning : parcs et jardins entourés d'immeubles terrasses, rues commerçantes et marchés. Il a développé le plan classique de la ville (cresent de Londres) ou plan de cité-jardin en cherchant à construire une ville résultant d'une agglomération millénaire (diversité de décors, retrait à l'alignement, arcades, terrasses). Utilisant des procédés industriels de préfabrication, il a créé une esthétique résultant d'un jeu de construction où l'utile devient décoratif (Voir la disposition en retrait des parpaings de terrasses en aplats de couleur à Melun-Sénart Les arcades, ILM). Avec ce projet, il a amorcé la création d'une ville cubiste.

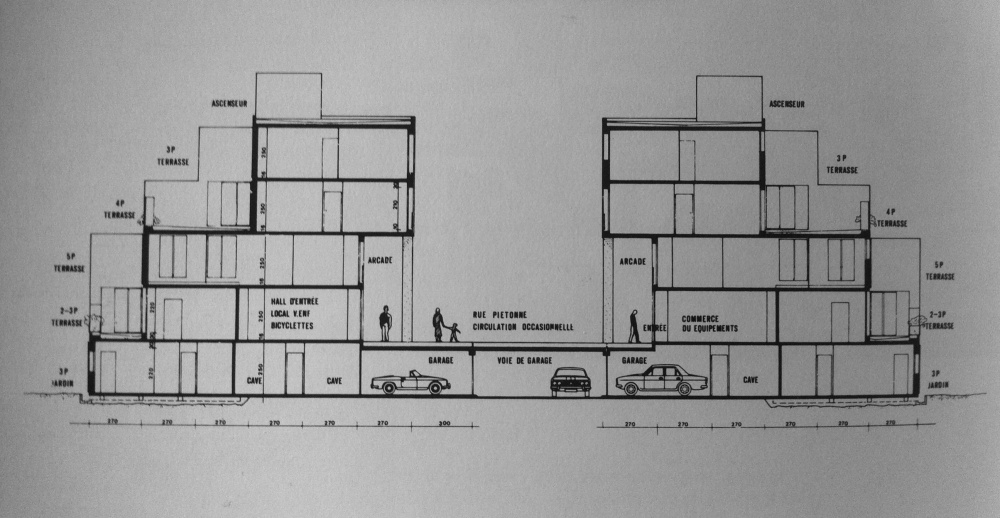
Arcades classiques, terrasses moderne, parking sous dalle

Il a utilisé au cours de ces projets tous les formes d'architecture qui se connectent avec l'environnement et la nature : patio, loggia, terrasses, jardins d'hiver et bow-windows autour d'arbres et d'espaces verts.
Artiste peintre, il a comme son père, Stanislas Lukasiewicz, architecte du milieu du siècle à Varsovie, représenté son environnement pour mieux le recréer.[réf. nécessaire]
Il est l'auteur de la passerelle et des ascenseurs qui permettent l'accès au jardin Atlantique au-dessus de la gare Montparnasse de Paris (conçu sur le modèle d'un pont levis voir GEAM Groupe d'études d'architecture mobile, fondé à Paris par Yona Friedman).
Il a suggéré d'appliquer son plan d'urbanisme jardin à la densité parisienne. Il a mis en évidence une conception fonctionnelle, humaine et culturelle de la ville (d'après la biographie anglaise de Ch. Lukasiewicz), proposant la restauration d'un hôtel particulier ou le nouvel aménagement de l'avenue des Champs-Élysées avec son ami architecte André Schuch.
À la toute fin de sa vie et revenant à sa ville natale de Varsovie, il a créé à Wolomin, près de Varsovie, une ville générée par acquisitions successives avec la même alternance d'architectures qui individualisent la maison de ville et crée de l'unité urbaine. À la même époque, Christophe Lukasiewicz a rédigé un traité d'architecture complétant son premier ouvrage, Urbanisme des places et des rues (premier ouvrage).
« En architecture les formes résultent du besoin de s’abriter, de la recherche de l’économie et du confort de l’homme » Christophe Lukasiewicz, Traité d'architecture, circa 1994.
L'ensemble des archives de Christophe Lukasiewicz sont consultable à la Cité de l'architecture et du patrimoine de Paris département de l'Institut français d'architecture.

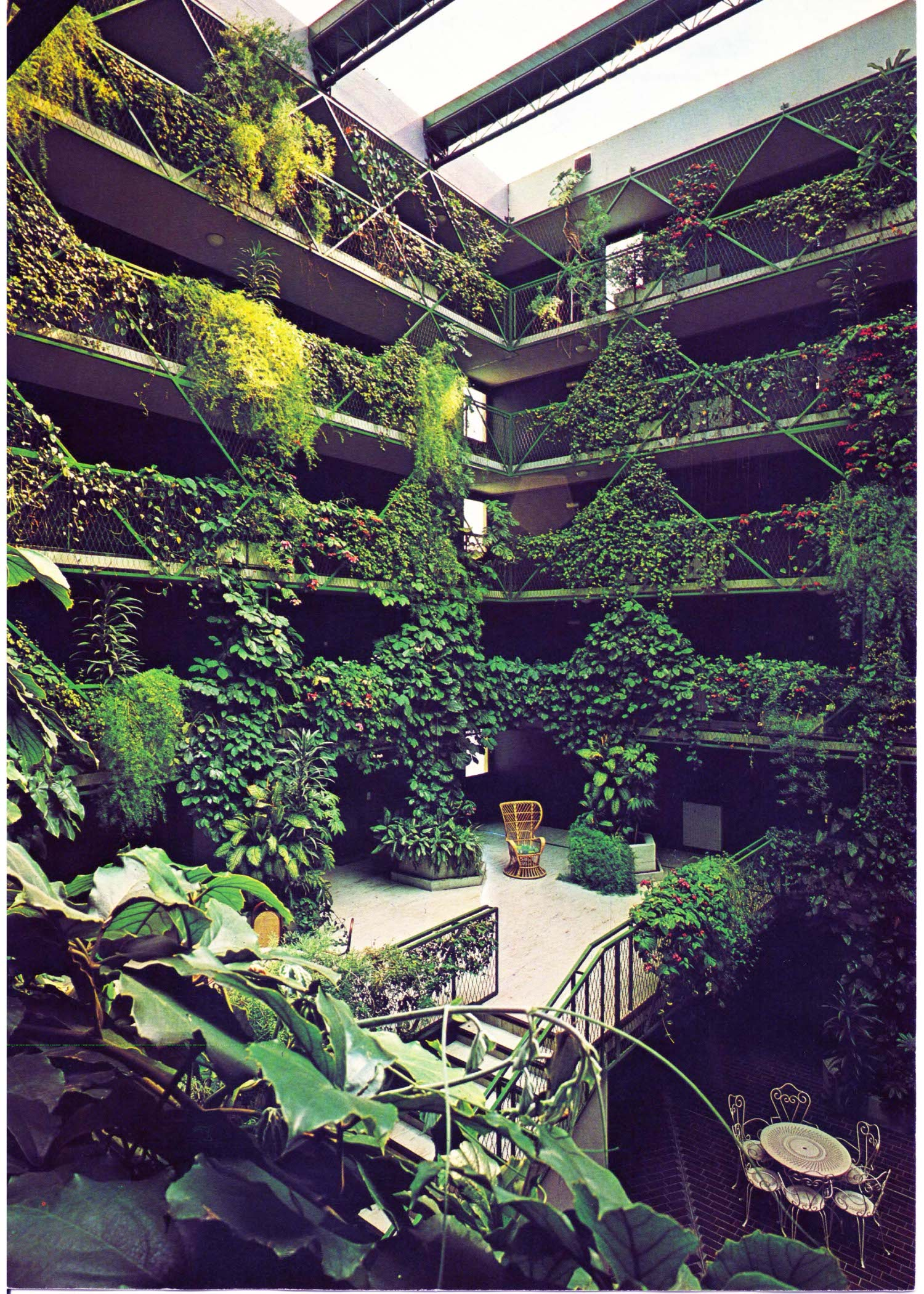
Mur végétal et terrasse

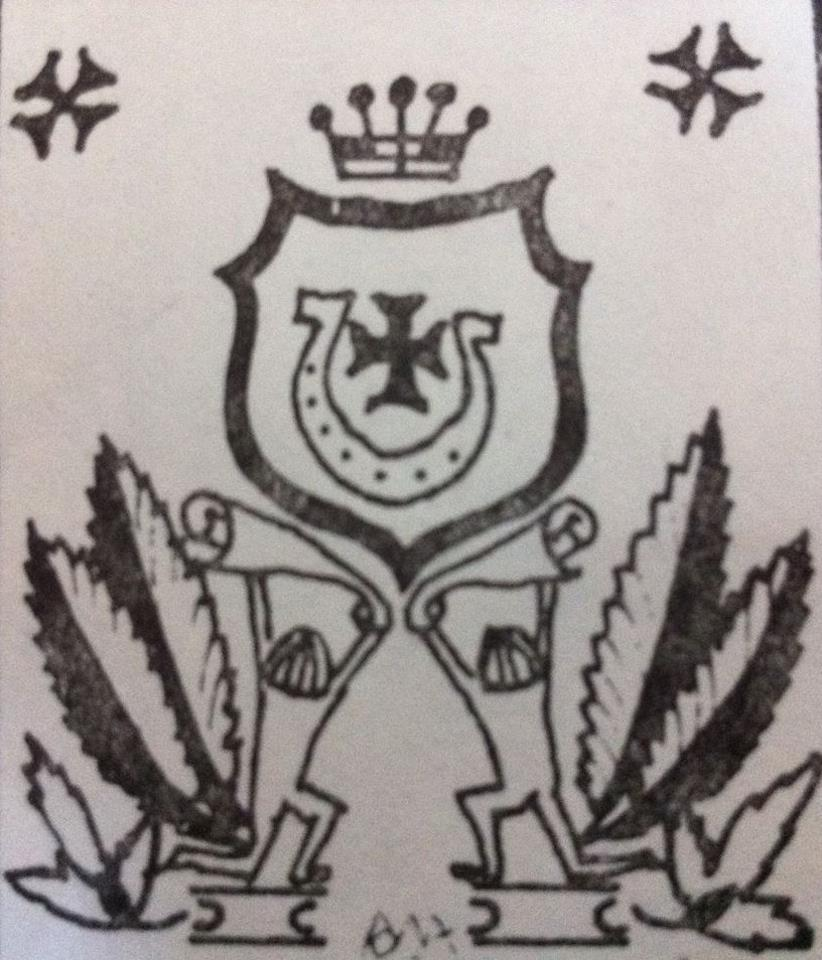

## Publications
- Christophe Lukasiewicz, « La ville », Techniques et architecture, no 2,‎ septembre 1966, p. 141-146.
- Christophe Lukasiewicz, « Urbanisme des rues et des places », Maisons en terrasses, Joinville-le-Pont,‎ décembre 1975.
- Noliac (J.), « Evry: les HLM à l'heure de l'innovation », Le Bâtiment-Bâtir, no 1,‎ janvier 1981, p. 2-7.
- « Altenheim in Nanterre (résidence pour personnes âgées à Nanterre) », Baumeister, no 3,‎ mars 1982, p. 281-282.
- Recherche théoriques sur l'habitat et la ville, 1961Participation à l'exposition du G.E.A.M. (Groupe d'Etudes d'Architecture Mobile) à Paris en 1961
- « Publication d'une étude », World Architecture One Studio Books London, John Donat,‎ 1964.
- « La ville », Technique et architecture, 2e série, no 27,‎ 1966.
- « Urbanisme des rues des places », Maisons Terrasses, édition au compte d'auteur,‎ 1975.
- « Espace urbain et sa rénovation », Urbanisme,‎ 1977.
- « Retrouver la forme complexe », Technique et architecture, no 312,‎ décembre 1976.
- « Urbanisme des rues et des places », Architektura,‎ septembre 1976.
- « Publication de l'opération de 180 log. d'HLM dans la ville nouvelle de Melun Sénart », Femme d'Aujourd'hui,‎ octobre 1977.
- « Publication de l'opération de 180 log. d'HLM dans la ville nouvelle de Melun Sénart », L'Architecture d'aujourd'hui,‎ avril 1978.
- « Publication du projet primé PAN "Habitat individuel dans milieu urbain" », Technique et architecture,‎ 197.
- « Publication de la Résidence des Personnes Âgées de Nanterre "Un jardin bien dissimulé" », Crée,‎ juin-juillet 197.
- « Le point de vue de l'Architecte », Faire, no 4,‎ février 1979description de l'opération R.E.X. de 120 log. d'HLM à Chambéry
- « Publication de la Résidence des Personnes Âgées de Nanterre », Architecture d'Aujourd'hui,‎ avril 1981.
- « Publication de la totalité des réalisations », Architektura, no 2,‎ 1981.
- « Publication de l'opération de 106 log. ILM à EVRY, quartier des Epinettes », Le bâtiment - Bâtir,‎ janvier 1981.
- « Publication de la résidence des Personnes Âgées de Nanterre », Baumeister,‎ mars 1982.
- Marc Emery et Patrice Goulet, « Mention de 7 réalisations dans le "Guide de l'Architecture en France de 1945-1983" », l'Architecture d'Aujourd'hui,‎ 1983.
- « Mention et commentaires du projet P.A.N. - 180 log. d'HLM dans la ville nouvelle de Melun-Sénart », Urbanisme - "15 ans de P.A.N. - Analyse urbaine",‎ juin-juillet 1986.
- « Mention et commentaires du projet R.E.X de 120 log. à Chambéry », Expérimentation - Formes Urbaines et Habitat Social - 120 réalisation expérimentales de Plan Construction,‎ 1978 - 1984.
- Catalogue de l'exposition du Pavillon de l'Arsenal sur le projet des Champs-Élysées, 1992.
- « Article sur le projet des Champs-Élysées », espaces publics, nos 30-31,‎ juin 1993.